# Arc System Works
Arc System Works (アークシステムワークス Āku Shisutemu Wākusu) es una desarrolladora y distribuidora de videojuegos japonesa, especialmente reconocida por sus juegos de lucha en 2D, como Guilty Gear y BlazBlue. Fue fundada por Minoru Kidooka en el año 1988 en la ciudad de Yokohama, Japón. Transcurrió sus primeros años desarrollando juegos para compañías como Sega, Sammy y Banpresto.

## Historia
Arc System Works fue fundada en enero de 1988 bajo el nombre de Arc Co., Ltd y se estableció como compañía en mayo del mismo año. Por aquel entonces el equipo de trabajo estaba conformado por solo siete u ocho empleados, de los cuales la mayoría había trabajado previamente en Sega incluyendo a su fundador Minoru Kidooka. La compañía pasó sus primeros años como una desarrolladora contratada por Sega, Sammy y Banpresto. En 1991 fue renombrada como Arc System Works y publicó su primer juego en 1995, Exector para la primera PlayStation.
En junio de 2015, Arc System Works adquirió todos los derechos intelectuales de Technōs Japan, como Double Dragon y Kunio-kun de Million Co., Ltd.
El 2 de noviembre de 2017, Arc System Works anunció la apertura de una sucursal norteamericana en Torrance, California, conocida como Arc System Works America, Inc.

## Juegos desarrollados
| Título                                                                | Año de lanzamiento     | Plataformas                                                                                | Distribuidor                                                       |
| --------------------------------------------------------------------- | ---------------------- | ------------------------------------------------------------------------------------------ | ------------------------------------------------------------------ |
| Final Lap                                                             | 1988                   | Family Computer                                                                            | Namco                                                              |
| Double Dragon                                                         | 1988                   | Sega Master System                                                                         | Sega                                                               |
| Vigilante                                                             | 1988                   | Sega Master System                                                                         | Sega                                                               |
| Scramble Spirits                                                      | 1989                   | Sega Master System                                                                         | Sega                                                               |
| Rolling Thunder                                                       | 1989                   | Family Computer                                                                            | Namco                                                              |
| Ghouls'n Ghosts                                                       | 1990                   | Sega Master System                                                                         | Sega                                                               |
| Michael Jackson's Moonwalker                                          | 1990                   | Sega Master System                                                                         | Sega                                                               |
| Code Name: Viper                                                      | 1990                   | Nintendo Entertainment System                                                              | Capcom                                                             |
| Chiyonofuji no Ōichō                                                  | 1990                   | Family Computer                                                                            | Face                                                               |
| Operation Wolf                                                        | 1990                   | PC Engine                                                                                  | NEC Avenue                                                         |
| Pengo                                                                 | 1990                   | Game Gear                                                                                  | Sega                                                               |
| Super Monaco GP                                                       | 1990                   | Game Gear, Sega Master System                                                              | Sega                                                               |
| Battle Commander: Hachibushu Shura no Heihou                          | 1991                   | Super Famicom                                                                              | Banpresto                                                          |
| Kyōryū Sentai Zyuranger                                               | 1992                   | Family Computer                                                                            | Bandai                                                             |
| Bishoujo Senshi Sailor Moon                                           | 1992                   | Game Boy                                                                                   | Angel                                                              |
| Cyber Spin                                                            | 1992                   | Super NES                                                                                  | Takara                                                             |
| Ayrton Senna's Super Monaco GP II                                     | 1992                   | Game Gear, Sega Master System                                                              | Sega                                                               |
| Battletoads                                                           | 1993                   | Sega Mega Drive/Genesis, Game Gear                                                         | Sega                                                               |
| Suzuka 8 Hours                                                        | 1993                   | Super Nintendo Entertainment System                                                        | Namco                                                              |
| Bishoujo Senshi Sailor Moon R                                         | 1993                   | Super Famicom                                                                              | Bandai                                                             |
| Gaia Saver                                                            | 1994                   | Super Famicom                                                                              | Banpresto                                                          |
| Bishoujo Senshi Sailormoon S: Jougai Rantou!? Shuyaku Soudatsusen     | 1994                   | Super Famicom                                                                              | Angel                                                              |
| Bishoujo Senshi Sailor Moon                                           | 1994                   | Mega Drive                                                                                 | Bandai                                                             |
| Sonic Drift                                                           | 1994                   | Game Gear                                                                                  | Sega                                                               |
| Sonic Drift 2                                                         | 1995                   | Game Gear                                                                                  | Sega                                                               |
| Virtual Open Tennis                                                   | 1995                   | Sega Saturn                                                                                |                                                                    |
| Bishoujo Senshi Sailor Moon: Another Story                            | 1995                   | Super Famicom                                                                              | Angel                                                              |
| EXECTOR                                                               | 1995                   | PlayStation                                                                                |                                                                    |
| Wizard's Harmony                                                      | 1995                   | PlayStation, Sega Saturn                                                                   |                                                                    |
| Guilty Gear                                                           | 1998                   | PlayStation                                                                                | Sammy Studios                                                      |
| Tanaka Torahiko no Uru Toraryuu Shogi                                 | 1999                   | Dreamcast                                                                                  |                                                                    |
| Nightmare in the Dark                                                 | 1999, 2000             | Neo Geo                                                                                    | Sammy Studios                                                      |
| Guilty Gear X                                                         | 2000, 2001, 2002, 2003 | NAOMI, Dreamcast, PlayStation 2, Game Boy Advance, PC                                      | Sammy Studios                                                      |
| Guilty Gear X Plus                                                    | 2001                   | PlayStation 2                                                                              | Sammy Studios                                                      |
| Digital Holmes                                                        | 2001                   | PlayStation 2                                                                              |                                                                    |
| Guilty Gear X Ver.1.5                                                 | 2003                   | Atomiswave                                                                                 | Sammy Studios                                                      |
| Guilty Gear X2                                                        | 2002, 2003             | NAOMI, PlayStation 2                                                                       | Sammy Studios                                                      |
| Guilty Gear X2 #Reload                                                | 2003, 2004             | NAOMI, PlayStation 2, Xbox, PC, PSP                                                        | Sammy Studios                                                      |
| Guilty Gear Isuka                                                     | 2004, 2005             | Atomiswave, PlayStation 2, Xbox, PC                                                        | Sammy Studios                                                      |
| Dragon Ball Z: Supersonic Warriors                                    | 2004                   | Game Boy Advance                                                                           | Atari/Banpresto/Bandai                                             |
| Fist of the North Star                                                | 2005, 2007             | Atomiswave, PlayStation 2                                                                  | Sega                                                               |
| Dragon Ball Z: Supersonic Warriors 2                                  | 2005                   | Nintendo DS                                                                                | Atari/Banpresto/Bandai                                             |
| Guilty Gear XX Slash                                                  | 2005                   | NAOMI, PlayStation 2, PSP                                                                  | Sammy Studios                                                      |
| Guilty Gear XX Accent Core                                            | 2006, 2007             | NAOMI, PlayStation 2, Wii                                                                  | Sammy Studios                                                      |
| Guilty Gear 2: Overture                                               | 2007, 2016             | Xbox 360, PC                                                                               | Arc System Works/Aksys Games/505 Games                             |
| Battle Fantasia                                                       | 2007, 2008, 2015       | Taito Type X2, PlayStation 3, Xbox 360, PC/Steam                                           | Arc System Works/Aksys Games/505 Games                             |
| Hoshigami Remix                                                       | 2007                   | Nintendo DS                                                                                | ASNetworks/Aksys Games/505 Games                                   |
| Guilty Gear XX Accent Core Plus                                       | 2008, 2009, 2012       | PlayStation 2, PSP, Wii, Xbox 360, PlayStation 3                                           | Sammy Studios                                                      |
| BlazBlue: Calamity Trigger                                            | 2008, 2009, 2010       | Taito Type X2, PlayStation 3, Xbox 360, PC/Steam, PlayStation Portable                     | Arc System Works/Aksys Games/PQube and Zen United                  |
| Sengoku Basara X                                                      | 2008                   | System 246 / System 256, PlayStation 2                                                     | Capcom                                                             |
| Super Dodgeball Brawlers                                              | 2008                   | Nintendo DS                                                                                | Arc System Works/Aksys Games                                       |
| Tantei Jinguji Saburo DS                                              | 2008                   | Nintendo DS                                                                                | Arc System Works/WorkJam                                           |
| Petit Copter                                                          | 2008                   | Wii                                                                                        | Aqua System                                                        |
| Family Table Tennis                                                   | 2008                   | Wii                                                                                        | Aksys Games                                                        |
| Family Glide Hockey                                                   | 2009                   | Wii                                                                                        | Aksys Games                                                        |
| Family Pirate Party                                                   | 2009                   | Wii                                                                                        | Aksys Games                                                        |
| Family Mini Golf                                                      | 2009                   | Wii                                                                                        | Aksys Games                                                        |
| Family Slot Car Racing                                                | 2009                   | Wii                                                                                        | Aksys Games                                                        |
| Family Card Games                                                     | 2009                   | Wii                                                                                        | Aksys Games                                                        |
| Family Grand Tennis                                                   | 2009                   | Wii                                                                                        | Aksys Games                                                        |
| BlazBlue: Continuum Shift                                             | 2009, 2010             | Taito Type X2, PlayStation 3, Xbox 360                                                     | Arc System Works/Aksys Games/Arc System Works UK                   |
| Animal Puzzle Adventure                                               | 2009                   | DSiWare                                                                                    |                                                                    |
| Okiraku Sugoroku                                                      | 2009                   | Wii                                                                                        |                                                                    |
| Jazzy Billiards                                                       | 2009                   | Nintendo DSi                                                                               |                                                                    |
| BlazBlue: Continuum Shift II                                          | 2010, 2011             | Taito Type X2, PlayStation Portable, Nintendo 3DS                                          | Arc System Works/Aksys Games/Arc System Works UK                   |
| BlayzBloo: Super Melee Brawlers Battle Royale                         | 2010                   | DSiWare                                                                                    | Arc System Works                                                   |
| Hard Corps: Uprising                                                  | 2011                   | PlayStation 3, Xbox 360                                                                    | Konami                                                             |
| Nurarihyon no Mago: Hyakki Ryouran Taisen                             | 2011                   | PlayStation 3, Xbox 360                                                                    | Konami                                                             |
| BlazBlue: Chronophantasma                                             | 2012, 2013, 2014       | Taito Type X2, PlayStation 3, PlayStation Vita                                             | Arc System Works/Aksys Games                                       |
| Guilty Gear XX Accent Core Plus R                                     | 2012, 2013, 2015       | Arcade, PlayStation Vita, PC/Steam                                                         | Sammy Studios                                                      |
| BlazBlue: Continuum Shift Extend                                      | 2012/2014              | PlayStation Vita, PlayStation 3, Xbox 360, PlayStation Portable, PC/Steam                  | Arc System Works/Aksys Games/Arc System Works UK                   |
| Persona 4 Arena                                                       | 2012                   | Taito Type X2, PlayStation 3, Xbox 360                                                     | Atlus                                                              |
| Kyūkōsha no Shōjo                                                     | 2012                   | Nintendo 3DS                                                                               | Arc System Works                                                   |
| Phi Brain: Kizuna no Puzzle                                           | 2012                   | PlayStation Portable                                                                       | Arc System Works                                                   |
| Persona 4 Arena Ultimax                                               | 2013, 2014             | Taito Type X2, PlayStation 3, Xbox 360                                                     | Atlus/Sega                                                         |
| Xblaze Code: Embryo                                                   | 2013, 2016             | PlayStation 3, PlayStation Vita, PC/Steam                                                  | Arc System Works/Aksys Games/Funbox Media                          |
| Magical Beat                                                          | 2013                   | PlayStation Vita                                                                           |                                                                    |
| Guilty Gear Xrd -SIGN-                                                | 2014, 2015             | Sega RingEdge 2, PlayStation 3, PlayStation 4, PC/Steam                                    | Arc System Works/Aksys Games                                       |
| BlazBlue: Chronophantasma Extend                                      | 2014, 2015, 2016       | Taito Type X2 (as 2.0), PlayStation 3, PlayStation 4, Xbox One, PlayStation Vita, PC/Steam | Arc System Works/Aksys Games                                       |
| Fantasy Hero: Unsigned Legacy                                         | 2014                   | PlayStation Vita                                                                           |                                                                    |
| Downtown Nekketsu Koushinkyoku: Soreyuke Daiundoukai All-Star Special | 2014                   | PlayStation 3                                                                              | Arc System Works                                                   |
| Family Tennis SP                                                      | 2015                   | Wii U                                                                                      | Aksys Games                                                        |
| BlazBlue: Central Fiction                                             | 2015, 2016, 2017       | Taito Type X2, PlayStation 3, PlayStation 4, PC/Steam                                      | Arc System Works/Aksys Games/PQube                                 |
| Xblaze: Lost Memories                                                 | 2015                   | PlayStation 3, PlayStation Vita                                                            | Arc System Works/Aksys Games                                       |
| Dragon Ball Z: Extreme Butōden                                        | 2015                   | Nintendo 3DS                                                                               | Bandai Namco Entertainment                                         |
| Guilty Gear Xrd -REVELATOR-                                           | 2015, 2016             | Sega RingEdge 2, PlayStation 3, PlayStation 4, PC/Steam                                    | Arc System Works/Aksys Games/Sony Interactive Entertainment (Sign) |
| Chase: Cold Case Investigations - Distant Memories                    | 2016                   | Nintendo 3DS                                                                               | Arc System Works/Aksys Games                                       |
| Inferno Climber                                                       | 2016                   | Microsoft Windows/Steam/PC                                                                 |                                                                    |
| One Piece: Great Pirate Colosseum                                     | 2016                   | Nintendo 3DS                                                                               | Bandai Namco Entertainment                                         |
| Double Dragon IV                                                      | 2017                   | PlayStation 4, Microsoft Windows, Steam, PC                                                | Arc System Works                                                   |
| Simple Mahjong Online                                                 | 2017                   | Nintendo Switch                                                                            | Arc System Works                                                   |
| Guilty Gear Xrd Rev2                                                  | 2017                   | RingEdge 2, PlayStation 3/4, Microsoft Windows                                             | Arc System Works                                                   |
| Happy Birthdays                                                       | 2017                   | PlayStation 4, PC/Steam, Nintendo Switch                                                   | Nippon Ichi Software                                               |
| Dragon Ball FighterZ                                                  | 2018                   | PlayStation 4, Xbox One, Microsoft Windows, Nintendo Switch                                | Bandai Namco Entertainment                                         |
| BlazBlue: Cross Tag Battle                                            | 2018                   | PlayStation 4, Nintendo Switch, Microsoft Windows                                          | Arc System Works                                                   |
| Wizard's Symphony                                                     | 2019                   | PlayStation 4, Nintendo Switch                                                             | Arc System Works                                                   |
| Granblue Fantasy Versus                                               | 2020                   | PlayStation 4, Microsoft Windows                                                           | Cygames (JP) XSEED Games (NA)                                      |
| Code Shifter                                                          | 2020                   | PlayStation 4, Nintendo Switch, Xbox One, Steam                                            | Arc System Works                                                   |
| Guilty Gear Strive                                                    | 2021                   | PlayStation 4, PlayStation 5, Microsoft Windows                                            | Arc System Works                                                   |
| Dungeon Fighter Duel                                                  | 2022                   | PlayStation 4, PlayStation 5, Windows                                                      | Arc System Works NeoPle                                            |
| MARVEL Tōkon: Fighting Souls                                          | 2026                   | PlayStation 5, Windows                                                                     | Sony Interactive Entertainment                                     |

## Juegos publicados
| Título                                                | Año de lanzamiento | Plataformas                                                               | Desarrollador                 |
| ----------------------------------------------------- | ------------------ | ------------------------------------------------------------------------- | ----------------------------- |
| Castle of Shikigami III                               | 2006, 2007         | Arcade, Wii, Xbox 360                                                     | Alfa System, Barnhouse Effect |
| Hooked! Real Motion Fishing                           | 2007               | Wii                                                                       | SIMS                          |
| Rage of the Dragons EX Generations                    | 2010               | Taito Type X2, PlayStation 3, Xbox 360                                    | Evoga                         |
| Arcana Heart 3                                        | 2011               | PlayStation 3, Xbox 360                                                   | Examu                         |
| Chaos Code                                            | 2012               | PlayStation 3                                                             | FK Digital                    |
| Arcana Heart 3: Love Max!!!!!                         | 2014               | PlayStation 3, PlayStation Vita, Steam/PC                                 | Examu                         |
| Tokyo Twilight Ghost Hunters                          | 2014               | PlayStation 3, PlayStation Vita                                           | Toybox Inc.                   |
| Under Night In-Birth: Exe Late                        | 2014, 2016         | PlayStation 3, Microsoft Windows/Steam/PC                                 | Ecole Software, French Bread  |
| Under Night In-Birth: Exe Late[st]                    | 2015, 2017, 2018   | Sega RingEdge 2, PlayStation 3, PlayStation 4, PlayStation Vita, Steam/PC | Ecole Software, French Bread  |
| Melty Blood Actress Again Current Code                | 2016               | Microsoft Windows/Steam                                                   | Type-Moon, French-Bread       |
| Wonder Boy: The Dragon's Trap                         | 2017               | PlayStation 4                                                             | Lizardcube                    |
| DJMax Respect                                         | 2017               | PlayStation 4                                                             | Rocky Studio, Neowiz MUCA     |
| The Missing: J.J. Macfield and the Island of Memories | 2018               | Microsoft Windows, PlayStation 4, Xbox One, Nintendo Switch               | White Owls Inc.               |
| Kill la Kill the Game: IF                             | 2019               | Microsoft Windows, PlayStation 4, Nintendo Switch                         | A+ Games                      |